# Харбин (пивоваренная компания)

Харбин — китайская пивоварня, выпускающая в городе Харбин одноимённую марку пива. Харбинская пивоварня была основана в 1900 году российским купцом польского происхождения, Иваном (Яном) Михайловичем Врублевским. 
В настоящее время «Харбин» — это корпорация с 14 заводами в разных городах Китая, с главным офисом в Гонконге, являющаяся четвёртой по объёму производства пива в Китае. Продукция реализуется повсеместно в КНР, а также за его пределами, например в России.

## Производство
«Харбин» — светлое пиво, при приготовлении которого используется особый сорт риса «жемчужина».
Существует несколько марок пива «Харбин» ("Харбин", "Харбин Айс", "Харбин Лайт", "Харбин Премиум".) Выпускаются в бутылках емкостью 0,33 л, 0,5 л, 0,63 л. 
Марка «Харбин» известна за рубежом. Постепенно становится известной и в России, где пиво Харбин предлагают в ресторанах китайской кухни.